# فريدريك برتلي
فريدريك برتلي هو عالم كندي، ومدرس علوم، واختصاصيّ مناعة.
أصبح برتلي رئيسًا ومديرًا تنفيذيًا لسي أو إس آي كولومبوس في كولومبوس، أوهايو، في 2 يناير 2017.
انضم برتلي في عام 2008 إلى معهد فرانكلين في فيلادلفيا كنائب رئيس. في الفترة منذ 2012 حتى 2016، تولى منصب نائب الرئيس الأول للعلوم والتعليم، وأشرف على مجموعة متنوعة من المبادرات التي تدعم الابتكار في مجال تعليم العلوم والتكنولوجيا والهندسة والرياضيات (إس تي إي إم)، بالإضافة إلى الأقسام والبرامج التي تحافظ على تاريخ معهد فرانكلين وإرثه.
ركز برتلي، بدعم من معهد فرانكلين، على تحسين نوعية تدريس العلوم في مختلف أنحاء العالم وتعزيز محو الأمية العلمية بين السكان البالغين غير العلماء. أشرف في هذا على أقسام مثل التعلم الجنساني وتعليم الكبار، والمشاركة المجتمعية، وبرامج الشباب، والتطوير المهني وتقنيات التعليم، بالإضافة إلى برنامج ميدالية معهد فرانكلين المرموق التابع للمعهد، وهو أقدم برنامج جوائز علمية شامل في البلاد؛ وعمل أيضًا كمحرر تنفيذي لدورية معهد فرانكلين، وهي ثاني أقدم دورية علمية في الولايات المتحدة. كان برتلي القوة الدافعة وراء الجهود التعاونية التي بذلها معهد فرانكلين لتحسين بيئة التعليم العالمي، في مصر أساسًا من خلال برنامج مولته الوكالة الأمريكية للتنمية الدولية وأداره برنامج تعليم العالم، بالشراكة مع معهد فرانكلين، وشراكة القرن الحادي والعشرين لتعليم العلوم والتكنولوجيا والهندسة والرياضيات، ومعهد التعليم للتميز في العلوم والتكنولوجيا والهندسة والرياضيات.
أسس برتلي في عام 2011 برنامج ذا كولور أوف ساينس ( لون العلم)، وهو برنامج يُكرم الإسهامات الممتازة للمجموعات ناقصة التمثيل، بما فيها النساء والأشخاص الملونين كل عام. صُمم البرنامج خصيصًا لتعزيز وعرض التنوع في مجالات العلوم، والتكنولوجيا، والهندسة والرياضيات محليًا ووطنيًا. يتضمن برنامجًا حواريًا إذاعيًا شهريًا مباشرًا يستضيفه برتلي، ومعرض صور متنقل، وحدث سنوي لمدة يومين يجمع خبراء العلوم، والتكنولوجيا، والهندسة والرياضيات الموقرين معًا لربط قصصهم، والاحتفال بإنجازاتهم، وإظهار مجموعة متنوعة من الفرص المتاحة في المجالات المتعلقة بالعلوم والتكنولوجيا والهندسة والرياضيات للجيل القادم.
قادت خلفية برتلي في العلوم التطبيقية وتعليم العلوم إلى ابتكار طرق لاستخلاص مفاهيم يسهل استيعابها من المبادئ العلمية المعقدة لجمهور واسع وشامل. ويظهر بشكل متكرر على الشبكات المحلية والوطنية بما في ذلك شبكة إن بي سي، وإيه بي سي، وسي بي إس، وبّي بي إس، وفوكس.

## التعليم
درس برتلي كطالب جامعي، علم وظائف الأعضاء والرياضيات وتاريخ العلوم. حصل على درجة البكالوريوس في العلوم (1994) وشهادة الدكتوراه في علم المناعة (1999) من جامعة مكغيل، ثم أكمل زمالة ما بعد الدكتوراه في مدرسة طب هارفارد (2003). بعد تخرجه من مكغيل، وجه انتباهه إلى نقص الرعاية الصحية الأولية والطب الوقائي واللقاحات الأساسية في الدول النامية حيث أدار فرقًا متعددة الجنسيات في هايتي والسودان والقطب الشمالي الكندي. وتابع هذا التركيز من خلال الانضمام إلى مجموعة أبحاث اللقاحات في مدرسة طب هارفارد مع التركيز على تطوير لقاحات الحمض النووي لفيروس نقص المناعة البشرية/الإيدز.

## الحياة المهنية
بعد زمالة ما بعد الدكتوراه، عمل برتلي كعالم في شركة ميلينيوم فارماسيوتيكلز قبل انضمامه إلى شركة ويلمر هال التضامنية محدودة المسؤولية كأخصائي تكنولوجيا في عام 2004. بعد قضاء عامين مع الشركة، عاد برتلي إلى مدرسة طب هارفارد كأستاذ علوم في عام 2008. وفي نفس العام، أصبح نائب رئيس مركز الابتكار في تعلم العلوم في معهد فرانكلين. اكتسب برتلي منصبه كنائب أول لرئيس العلوم والتعليم في معهد فرانكلين، من خلال مبادراته للتنوع في تدريس العلوم والصحة وتطويره لمنهج العلوم والتكنولوجيا والهندسة والرياضيات للصفوف من الأول إلى الثالث الثانوي، بالإضافة إلى البرامج الجامعية وبرامج الدراسات العليا.